# Luteuthis dentatus
Luteuthis dentatus és una espècie de pop de la família dels opistotèutids. És conegut únicament a partir de dos espècimens trobats a una profunditat d'aproximadament 1.000 m en aigües de Nova Zelanda. No se sap gaire cosa sobre el seu hàbitat. La poca profunditat a la qual viu podria fer-lo vulnerable a la pesca accessòria. El seu nom específic, dentatus, significa 'dentat' en llatí i es refereix al fort desenvolupament de les seves dents radulars i palatines.